# Incirrina
Los incirrinos (Incirrina) son un suborden de moluscos cefalópodos coleoideos. Son uno de los dos subórdenes del orden Octopoda. Agrupa a la mayoría de las especies de octópodos bentónicos (familia Octopodidae, que incluye a la mayor parte de las especies del orden) así como muchas familias pelágicas, como los argonautas.
Se distinguen de los cirrinos (Cirrina, el otro suborden de octópodos) por la ausencia los filamentos o cirros en las ventosas y que dan nombre al grupo, así como por la falta de aletas natatorias en la cabeza.

## Clasificación
- Clase Cephalopoda
  - Subclase Nautiloidea
  - Subclase †Ammonoidea
  - Subclase Coleoidea
    - Superorden Decapodiformes
    - Superorden Octopodiformes
      - Familia †Trachyteuthididae (inc. sed.)
      - Orden Vampyromorphida
      - Orden Octopoda
        - Género †Keuppia (inc. sed.)
        - Género †Palaeoctopus (inc. sed.)
        - Género †Paleocirroteuthis (inc. sed.)
        - Género †Pohlsepia (inc. sed.)
        - Género †Proteroctopus (inc. sed.)
        - Género †Styletoctopus (inc. sed.)
        - Suborden Cirrina
        - Suborden Incirrina
          - Superfamilia Octopodoidea
            - Familia Amphitretidae
              - subfamilia Amphitretinae
              - subfamilia Bolitaeninae
              - subfamilia Vitreledonellinae

            - Familia Bathypolypodidae
            - Familia Eledonidae
            - Familia Enteroctopodidae
            - Familia Megaleledonidae
            - Familia Octopodidae

          - Superfamilia Argonautoidea
            - Familia Alloposidae
            - Familia Argonautidae
            - Familia Ocythoidae
            - Familia Tremoctopodidae